# Insula doctorului Moreau
Insula doctorului Moreau (1896) (titlu original The Island of Doctor Moreau) este un roman științifico-fantastic scris de H. G. Wells.

## Cadru
La data scrierii romanului, societatea europeană era preocupată de degenerare, comunitatea științifică britanică dezbătând pe larg problema vivisecției animalelor. S-au format grupuri de interese pentru a stopa problema: la doi ani de la publicarea romanului a fost creată Uniunea britanică pentru abolirea vivisecției.

## Intriga
Cartea începe cu protagonistul, un gentleman din clasa superioară numit Edward Prendick, naufragiat pe ocean. Un vas aflat în trecere îl ia la bord, iar un bărbat pe nume Montgomery îl readuce la viață. Acesta îi povestește că vasul, încărcat cu animale, se îndreaptă spre o insulă fără nume, unde el își desfășoară munca. Prendick se întâlnește și cu un nativ grotesc, bestial, pe nume M'ling, care pare a fi servitorul lui Montgomery.
Odată cu sosirea pe insulă, Montgomery refuză să îl ia cu el, iar căpitanul vasului îl debarcă, trimițându-l pe ape în barca din care fusese salvat. În cele din urmă, văzând că vasul nu îl ia la bord, locuitorilor insulei li se face milă de el și îl salvează. Montgomery îl prezintă doctorului Moreau, un om rece și sigur care conduce cercetările de pe insulă. După ce descarcă animalele de pe vas, ei îl cazează pe Prendick într-o cameră exterioară a complexului în care locuiesc. Prendick este foarte curios să află care sunt cercetările pe care Moreau le face pe insulă, mai ales după ce acesta zăvorăște interiorul complexului, fără a explica motivul. La un moment dat, Prendick își amintește că a auzit de Moreau, care fusese un medic londonez eminent înainte ca un ziarist să dea în vileag oribilele experimente pe care le făcea în domeniul vivisecției.
În ziua următoare, Moreau începe să lucreze asupra unei pume, ale cărei urlete înfiorătoare îl determină pe Prendick să plece în junglă. În plimbarea sa, el dă peste un grup de ființe care par umane, dar au caracteristici porcine evidente. Revenind la complex, își dă seama că e urmărit. Panicat, fuge și, într-o încercare disperată de a se apăra, își amețește atacatorul, un hibrid mostruos între animal și om. Ajuns în complex îl ia la întrebări pe Montgomery, care refuză să-i dea un răspuns lămuritor.
A doua zi, Prendick găsește descuiată poarta către interiorul complexului, descoperind o formă umanoidă care zace bandajată pe o masă. Imediat apare Moreau, care, șocat și furios, îl dă afară, Prendick fiind convins că doctorul realizează vivisecții pe oamenii și că el este următorul subiect. Fugind în junglă, este găsit de un om-maimuță care îl duce într-o colonie de ființe jumătate-om jumătate-animale. Conducătorul îl obligă să recite o litanie ciudată, numită Legea, care implică interzicerea comportamentelor animalice și îl ridică în slăvi pe Moreau. Când doctorul apare în colonie, Prendick fuge către ocean, în care plănuiește să se înece, pentru a nu deveni subiect al experimentelor. Prins de Moreau și de Montgomery, află că aceștia fac de unsprezece ani vivisecții care să permită transformarea completă a animalelor în oameni.
Într-o zi, în timp ce se plimbă pe insulă cu Montgomery, Prendick găsește un iepure pe jumătate mâncat. Una dintre cele mai importante interdicții ale Legii o constituie mâncarea cărnii și gustarea sângelui, așa încât Montgomery și Moreau sunt îngrijorați, convocând o adunare a Oamenilor-Animale. Omul-Leopard, cel care îl urmărise anterior pe Prendick, este identificat ca fiind făptașul. Acesta încearcă să fugă și, când este încolțit de restul grupului, lui Prendick i se face milă de el și îl împușcă, scutindu-l de a fi adus din nou pe masa de operație a lui Moreau. Prendick crede că, deși Omul-Leopard a încălcat câteva legi cum ar fi băutul apei aplecat ca un animal, fugărirea unui om și alergarea pe patru membre, nu el este răspunzător pentru moartea iepurelui, ci Hiena-Porc, a doua bestie periculoasă de pe insulă. Nu spune nimănui despre bănuiala lui, mai ales că gestul său de a-l ucide pe Omul-Leopard stârnise furia lui Moreau.
În altă zi, puma își desface legăturile și fuge din laborator. Moreau o urmărește și cei doi se ucid reciproc. Debusolat, Montgomery se îmbată și decide să dea de băut și Oamenilor-Animale, în ciuda încercării lui Prendick de a-l împiedica. În timpul nopții, Prendick este atras de zgomotele luptei dintre Montgomery și Oamenii-Animale, omul fiind ucis.  Complexul ia foc din cauza unei lămpi răsturnate în timpul fugii pentru a-l găsi pe Montgomery. Rămas singurul om de pe insulă, fără adăpost, Prendick vrea să fugă pe apă, dar descoperă că Montgomery a ars toate bărcile, pentru a împiedica revenirea în sânul omenirii.
Prendick refuză să își aroge locul lui Moreau, dar alege să trăiască alături de Oamenii-Animale, în timp ce îți construiește o plută cu care să părăsească insula. Se scurg astfel 10 luni, timp în care Oamenilor-Animale le revin tot mai puternic instinctele animalice, vânând iepurii de pe insulă, începând să meargă pe toate patru membrele și părăsind adpostul pentru a reveni în sălbăticie. De asemenea, încep să nu îl mai urmeze pe Prendick, omorându-i în cele din urmă tovarășul credincios, un Om-Animal creat dintr-un câine. 
Spre norocul omului, pe mal ajunge o barcă în care se află două cadavre (se pare că acestea ar fi ale căpitanului vasului care îl salvase pe Prendick și ale unuia dintre marinari, datorită faptului că la începutul cărții se menționează că nava s-ar fi scufundat și datorită părului unuia dintre cadavre). Prendick aruncă trupurile, își ia provizii și părăsește insula. Trei zile mai târziu este salvat de o navă, dar nu își spune povestea pentru a nu fi considerat nebun, pretextând că nu își amintește ce s-a întâmplat în anul de când a naufragiat.
Revenit în Anglia, își dă seama că nu se simte bine printre ceilalți oameni, suspectându-i pe toți că ar fi oameni-bestii care e posibil să redevină animale violente. Pentru a-și găsi pacea, se retrage în singurătate, studiind chimia și astronomia.

## Personajele principale
- Edward Prendick - naratorul și protagonistul romanului
- Doctorul Moreau - un vivisecționist implicat într-un mare scandal, care s-a retras pe o insulă izolată pentru a-și continua experimentele
- Montgomery - asistentul lui Moreau
- Oamenii-Animale - animale pe care Moreau a făcut experimente pentru a le oferi o condiție umană. Ei includ:
  - M'ling - servitorul lui Montgomery, care are la bază un câine.
  - Cel care spune Legea - un Om-Animal neidentificat care este păstrătorul Legii (un cod de comportamente "non-animalice" căruia Moreau insistă ca Oamenii-Animale să i se supună)
  - Omul-Leopard - un rebel care are la bază un leopard și care, omorând și mâncând un iepure, a încălcat Legea.
  - Hiena-Porc - un hibrid carnivor între hienă și porc care devine dușmanul lui Prendick la moartea lui Moreau.

## Traduceri în limba română
- 1962- Insula doctorului Moreau, în Opere alese, volumul I: Mașina timpului, editura Tineretului, Colecția SF, traducere Mihu Dragomir și C. Vonghizas, 462 pag.
- 2005 - Insula doctorului Moreau, ed. Leda, colecția "Galeria fantastică", traducere Mihu Dragomir și C. Vonghizas, 204 pag., ISBN 973-7786-44-0
- 2012 - Insula doctorului Moreau, în Mașina timpului, ed. Nemira, colecția "Nautilus", traducere Mihu Dragomir și C: Vonghizas, 504 pag., ISBN 978-606-579-411-5

## Adaptări
Filmul a fost ecranizat de trei ori: 
- Island of Lost Souls (1933), cu Charles Laughton și Bela Lugosi.
- The Island of Dr. Moreau (1977) cu Burt Lancaster și Michael York.
  - Pe baza acestui film Joseph Silva a scris un roman care a fost publicat de Ace.
- Insula doctorului Moreau (1996) cu Marlon Brando și Val Kilmer

### Altele
- The Art of H. G. Wells de Ricardo Garijo, este o adaptare din 2006 după trei povestiri de Wells, a doua fiind Insula doctorului Moreau.

- A treia poveste din episodul de Halloween din The Simpsons, Treehouse of Horror XIII (sezonul 14, ep. 1), parodiază întregul roman într-o poveste intitulată "The Island of Dr. Hibbert". Multe dintre personajele din Simpson devin hibrizi om-animal, preocupați doar să se împerecheze și să mănânce, finalul prezentându-l pe Homer transformat în morsă.

- Al douăzeci și cincilea (și ultimul) episod al celui de-al treilea sezon din Sliders, This Slide of Paradise, se bazează pe Insula doctorului Moreau

- Autorul australian Jack Heath a scris un scurt preludiu la Insula doctorului Moreau, care sugerează că Montgomery s-ar putea să fie una dintre creațiile lui Moreau. Povestirea lui Heath (intitulată Flesh) a fost publicată inițial în The Book Post în 2010.

- The Island of Doctor Agor, o ecranizare realizată în 1971 de un Tim Burton de treisprezece ani.

- The Island of Dr. Moreau (scenetă) scrisă de dramaturgul Tira Palmquist.

## În cultura populară
- The Island of Captain Sparrow - Insula Capitanului Sparrow (roman de S. Fowler Wright din 1928) a fost inspirat de Insula doctorului Moreau. Noul roman al lui Wright prezintă o rasă de ființe asemănătoare satirului, care este persecutată de oameni.

- În BD-ul Van Helsing: From Beneath the Rue Morgue, Gabriel Van Helsing se luptă cu creațiile doctorului Moreau. La sfârșitul cărții, Moreau scapă împreună cu una dintre creațiile sale, declarând că "lumii îi lipsește viziunea" și că ei ar trebui "poate să se mute pe o insulă. Undeva, departe, cum ar fi... Mările Sudului...".

- Cântecul din 1983 al trupei Oingo Boingo, "No Spill Blood", se referă la legea insulei împotriva comportamentului animalic și citează ecranizarea din 1933 a lui Erle C. Kenton, Island of Lost Souls.

- Conform spuselor lui Mark Mothersbaugh, membru al trupei Devo, întrebarea și răspunsul corului din melodia "Jocko Homo" ("Are we not Men? / We are Devo!") este inspirat de Island of Lost Souls.

- Monster Island, într-o regiune a jocului MMORPG (massively multiplayer online role-playing game) Champions Online, apare fiul doctorului Moreau, Phillipe, care continuă cercetările tatălui său, creând Oameni-Animale (numite Manimale) între care se află o gorilă extrem de inteligentă, doctor Silverback. Silverback a respins metodele creatorului său și a devenit erou. Animalele create de el sunt mai umanoide decât cele din carte și includ Omul-Cerb, Omul-Pasăre, Omul-Pisică, Omul-Șobolan, Omul-Gorilă, Omul-Urs, Omul-Rinocer și o versiune a Hienei-Porc.

- Trupa irlandezo-americană de hip-hop House of Pain și-a luat numele de la laboratorul din roman.

- În a doua serie a BD-ului lui Alan Moore și Kevin O'Neill The League of Extraordinary Gentlemen apare doctorul Moreau, care a supraviețuit evenimentelor romanului și a plecat în Anglia. Se dovedește că el este creatorul personajelor antropomorfice din Ursulețul Rupert, Vântul prin sălcii și din poveștile lui Beatrix Potter, printre altele, făcând cercetări în domeniul războiului biologic, pe care le folosește pentru a ucide marțienii. Prendick apare și el în rolul unui om care a înnebunit din cauza experiențelor de pe insulă și încă se teme că oamenii sunt Oameni-Animale deghizați. El realizează arma care îi înfrânge pe marțieni, H-142, compusă din antrax și streptococi.

- În jocul RPG d20 Modern apare o creatură hibridă om-animal numită Moreaus.

## Alte lecturi
- Canadas, Ivan. “Going Wilde: Prendick, Montgomery and Late-Victorian Homosexuality in The Island of Doctor Moreau.” JELL: Journal of the English Language and Literature Association of Korea, 56.3 (June 2010): 461-485.

- Hoad, Neville. “Cosmetic Surgeons of the Social: Darwin, Freud, and Wells and the Limits of Sympathy on The Island of Dr. Moreau”, in: Compassion: The Culture and Politics of an Emotion, Ed. Lauren Berlant. London & New York: Routledge, 2004. 187-217.

- Reed, John R., “The Vanity of Law in The Island of Doctor Moreau”, in: H. G. Wells under Revision: Proceedings of the International H. G. Wells Symposium: London, July 1986, Ed. Patrick Parrinder & Christopher Rolfe. Selinsgrove: Susquehanna UP / London and Toronto: Associated UPs, 1990. 134-44.

- Wells, H. G. The Island of Dr. Moreau, Ed. Steven Palmé. Dover Thrift Editions. New York: Dover Publications, 1996.

- Wells, H. G. The Island of Doctor Moreau: A Critical Text of the 1896 London First Edition, with Introduction and Appendices, Ed. Leon Stover. The Annotated H.G. Wells, 2. Jefferson, N.C., and London: McFarland, 1996.